# Vladyslav Suprjaha
Vladyslav Serhijovyč Suprjaha (in ucraino Владислав Сергійович Супряга?; Sarata, 15 febbraio 2000) è un calciatore ucraino, attaccante dello Zorja, in prestito dalla Dinamo Kiev.

## Caratteristiche tecniche
È un centravanti.

## Carriera

### Club
Ha esordito in Prem"jer-liha il 25 agosto 2018 disputando con la Dinamo Kiev l'incontro pareggiato 1-1 contro il Čornomorec'. Il 21 agosto 2020 mette a segno il suo primo gol con la maglia della Dinamo, in occasione della vittoria per 4-1 in casa dell'Olimpik Donec'k.
Il 30 gennaio 2022 viene acquistato dalla Sampdoria con la formula del prestito con diritto di riscatto. Esordisce con i blucerchiati il 6 febbraio seguente nel successo per 4-0 contro il Sassuolo in cui subentra nella ripresa e viene sostituito successivamente.

### Nazionale
Partecipa al campionato mondiale di calcio Under-20 2019 con la nazionale Under-20, contribuendo alla vittoria finale contro la Corea del Sud con una doppietta. Nel 2020 ottiene la sua prima convocazione in nazionale maggiore, senza tuttavia esordire.

## Statistiche

### Presenze e reti nei club
Statistiche aggiornate al 10 novembre 2024.
| Stagione           | Squadra            | Campionato         | Campionato | Campionato | Coppe nazionali | Coppe nazionali | Coppe nazionali | Coppe continentali | Coppe continentali | Coppe continentali | Altre coppe | Altre coppe | Altre coppe | Totale | Totale | Totale |
| Stagione           | Squadra            | Comp               | Pres       | Reti       | Comp            | Pres            | Reti            | Comp               | Pres               | Reti               | Comp        | Pres        | Reti        | Pres   | Reti   |        |
| ------------------ | ------------------ | ------------------ | ---------- | ---------- | --------------- | --------------- | --------------- | ------------------ | ------------------ | ------------------ | ----------- | ----------- | ----------- | ------ | ------ | ------ |
| 2017-2018          | Dnipro-1           | DL                 | 22         | 7          | KU              | 6               | 0               | -                  | -                  | -                  | -           | -           | -           | 28     | 7      |        |
| 2018-2019          | Dinamo Kiev        | PL                 | 6          | 0          | KU              | 1               | 0               | UCL+UEL            | 1+2                | 0                  | SU          | -           | -           | 10     | 0      |        |
| 2019-2020          | Dnipro-1           | PL                 | 17+8       | 8+7        | KU              | 1               | 0               | -                  | -                  | -                  | -           | -           | -           | 26     | 15     |        |
| Totale Dnipro-1    | Totale Dnipro-1    | Totale Dnipro-1    | 47         | 22         |                 | 7               | 0               |                    |                    |                    |             |             |             | 54     | 22     |        |
| 2020-2021          | Dinamo Kiev        | PL                 | 17         | 2          | KU              | 2               | 0               | UCL+UEL            | 9+2                | 1+0                | SU          | 1           | 0           | 31     | 3      |        |
| 2021-gen. 2022     | Dinamo Kiev        | PL                 | 3          | 0          | KU              | 0               | 0               | UCL                | 2                  | 0                  | SU          | 1           | 0           | 6      | 0      |        |
| gen.-giu. 2022     | Sampdoria          | A                  | 1          | 0          | CI              | -               | -               | -                  | -                  | -                  | -           | -           | -           | 1      | 0      |        |
| 2022-2023          | Dinamo Kiev        | PL                 | 0          | 0          | -               | -               | -               | UCL+UEL            | 0                  | 0                  | -           | -           | -           | 0      | 0      |        |
| 2023-2024          | Dinamo Kiev        | PL                 | 8          | 0          | KU              | 0               | 0               | UECL               | 0                  | 0                  | -           | -           | -           | 8      | 0      |        |
| lug.-set. 2024     | Dinamo Kiev        | PL                 | 2          | 0          | KU              | -               | -               | UCL+UEL            | 3+-                | 0                  | -           | -           | -           | 5      | 0      |        |
| Totale Dinamo Kiev | Totale Dinamo Kiev | Totale Dinamo Kiev | 36         | 2          |                 | 3               | 0               |                    | 19                 | 1                  |             | 2           | 0           | 60     | 3      |        |
| set. 2024-2025     | Zorja              | PL                 | 6          | 0          | KU              | 1               | 0               | -                  | -                  | -                  | -           | -           | -           | 7      | 0      |        |
| Totale carriera    | Totale carriera    | Totale carriera    | 89         | 24         |                 | 11              | 0               |                    | 19                 | 1                  |             | 2           | 0           | 121    | 25     |        |

## Palmarès

### Club

#### Competizioni nazionali
- Supercoppa d'Ucraina: 1

Dinamo Kiev: 2020
- Campionato ucraino: 1

Dinamo Kiev: 2020-2021
- Coppa d'Ucraina: 1

Dinamo Kiev: 2020-2021

### Nazionale
- Campionato mondiale Under-20: 1

Polonia 2019